# Monde du Cirque

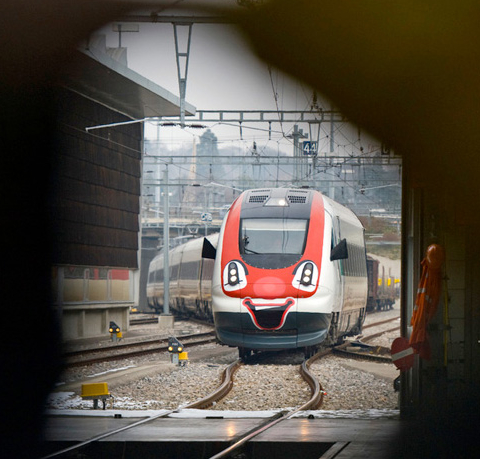
Promotiondesign der Schweizerischen Bundesbahnen: Clown für den Monde du Cirque in Genf 2010

Der Monde du Cirque ist ein Zirkusfestival, das 1984 von Youri Messen-Jaschin gegründet wurde und jedes vierte Jahr in einer anderen Stadt der Schweiz stattfindet. Es soll „Begeisterung für das Außergewöhnliche“ wecken und alle Aspekte des Zirkus zeigen.
Das Monde du Cirque wird großflächig veranstaltet. Teilnehmer sind Akrobaten, Jongleure, Seiltänzer, Fakire, Feuerschlucker, Clowns, Musiker, Magier und Kaskadeure, Dompteure, Trapezkünstler und Pantomimen. Über eintausend Künstler weltweit und fast genau so viele Arten der expressiven Kunst stellen sich für diesen Anlass zur Verfügung.

## Bibliographien
- 1987 Yakari Zirkuswelt in Lausanne N°. 153
- 1987 Yakari Tout le monde du cirque à Lausanne N°. 153
- 1989 Le cirque à l’Affiche Editions Gilles Attinger - Hauterive | Suisse | ISBN 2-88256-037-0
- 1991 LAUSANNE-PALACE, History and chronicles (75 years of a prestigious hotel); Presses Centrales Lausanne SA
- 2010 Le Cirque piste de lecture () Verlag Bibliothèque Municipales de Genève 2010